# Alebroides clavatus
Alebroides clavatus är en insektsart som beskrevs av Sohi och Irena Dworakowska 1979. Alebroides clavatus ingår i släktet Alebroides och familjen dvärgstritar. Inga underarter finns listade i Catalogue of Life.